# 退行的左翼
退行的左翼 (英: regressive left、退行的リベラルとも) は、政治的に左翼層に属しながら、反リベラルなイデオロギーや価値基準を持つ集団を、寛容の精神によって擁護することでリベラル的な立場から退行した人物を分類するときに用いられる政治的形容語句である。特に多文化主義と文化相対主義の観念により、イスラム主義への寛容を主張する人物に使用される。
多文化主義の特定の文脈内では、英国の反イスラム主義活動家であるマージド・ナワズが、2012年にこの語句を、自身の回顧録『急進主義: イスラム主義者の過激主義から離れた私の遍歴』において、英国における、イスラム主義に対して予備的知識を持たず「知らないで迎合」し、イスラム主義的イデオロギーへの容認が広まることを助けた「善意のリベラル、およびイデオロギーに駆り立てられた左翼主義者」を説明する為に使用した。インターネットフォーラムのBig Thinkにおける、2015年のビデオプレゼンテーションにおいて、ナワズはこの語句の意味について説き、この語句は、「政治的正しさや寛容を重視することが、異なった文化と異なったライフスタイルへの尊重につながると信じ、それに引きずられて ... 少数派コミュニティーにおいて信仰に基づいた不寛容が行われ得ることに対して異議を唱えることに躊躇」を持っている「左翼層」を説明するもの、とした。
有名な政治社会評論家の中では、コメディアンのビル・マー、インターネットベースのトークショーのホストのデイヴ・ルービン、新無神論主義者の作家のサム・ハリス、ジェリー・コイン、リチャード・ドーキンスらが、この退行的左翼という概念について何度も議論した。